# Lammoskorvenmäki
Lammoskorvenmäki är en kulle i Finland. Den ligger i Fredrikshamn i landskapet Kymmenedalen, i den södra delen av landet, 130 km öster om huvudstaden Helsingfors. Toppen på Lammoskorvenmäki är 40 meter över havet.
Terrängen runt Lammoskorvenmäki är platt, och sluttar söderut.  Trakten runt Lammoskorvenmäki är nära nog obefolkad, med mindre än två invånare per kvadratkilometer. Närmaste större samhälle är Fredrikshamn, 14,9 km söder om Lammoskorvenmäki. I omgivningarna runt Lammoskorvenmäki växer i huvudsak barrskog.